# Суспільний інтерес
Суспільний інтерес — інтерес суспільства або усередненого («репрезентативного») представника цієї спільноти, пов'язаного із забезпеченням його благополуччя, стабільності, безпеки та сталого розвитку.
Термін має широке розповсюдження в контексті протиставлення громадських і особистих інтересів. При цьому передбачається, що громадські інтереси не можуть бути зведені до інтересів окремих індивідів. Держава є тим органом, який функціонує в суспільстві для формулювання і захисту громадських інтересів. Неурядові організації займаються захистом громадських інтересів за допомогою правових інструментів: обговорення найважливіших законодавчих актів, вироблення державної політики в різних областях, які зачіпають інтереси суспільства, проведення моніторингу й інших досліджень, необхідних для здійснення оптимальних реформ, зміни законодавства за допомогою звернення до Конституційного суду та міжнародних органів із захисту прав людини.